# Malaïa Kema
Malaïa Kema (en russe : Ма́лая Ке́ма, litt. la « petite Kema ») est un village du kraï du Primorié en Extrême-Orient russe. Se situant dans le raïon de Terneï, sa population s'élevait à 478 habitants en 2020.

## Géographie
La localité est située dans le kraï du Primorié, un sujet d'Extrême-Orient de la Russie. Elle se trouve dans le district fédéral Extrême-Oriental, à 488 km au nord-est de Vladivostok, la capitale du kraï et du district, ainsi qu'à 6 499 km à l'est de la capitale fédérale Moscou.
Malaïa Kema est l'une des onze localités du raïon de Terneï, le raïon le plus au nord du kraï. Son centre administratif est la commune urbaine de Terneï, à 58 km au sud-ouest, qui est d'ailleurs la localité la plus proche.
Le village se situe sur la rive gauche de la Malaïa Kema, petit fleuve côtier long de moins de cent kilomètres qui nait dans le Sikhote-Aline. Son embouchure se situe au niveau du village.
Le village se situe sur le littoral de la mer du Japon. Le littoral est habituellement jonché de falaises, sauf au village où se trouve la baie de Malaïa Kema. Les montagnes environnantes font partie de la cordillère du Sikhote-Aline, longeant le littoral depuis l'Amour jusqu'au golfe de Pierre-le-Grand. De par son climat, le village est assimilé tout comme le raïon à la région du Nord.

## Histoire
De 2004 à 2020, le village formait une municipalité, l'établissement urbain de la Kema (ru), d'après le nom de la rivière,.
La colonie de Malaïa Kema fut fondée en 1911 par huit familles qui ont navigué sur le bateau à vapeur Tchabrouska. 
En 1930, il y avait déjà 25 maisons, et cette même année, une ferme collective de pêche « Lastotchka » fut ouverte, renommé ensuite d'après Sergueï Lazo.
En 1948, la ferme collective fut fermée, mais une organisation d'exploitation forestière fut ouverte.

## Démographie
Recensements (*) et estimations de la population,,:
| 1926* | 2002 * | 2010* | 2012 | 2013 | 2014 |
| ----- | ------ | ----- | ---- | ---- | ---- |
| 161   | 915    | 687   | 644  | 617  | 599  |

| 2015 | 2016 | 2017 | 2018 | 2019 | 2020 |
| ---- | ---- | ---- | ---- | ---- | ---- |
| 581  | 562  | 540  | 524  | 502  | 478  |

## Économie, culture et transports
L'économie du village est axée sur l'industrie du bois, avec une société d'exploitation forestière. Il y a aussi une petite centrale électrique, des magasins, et une antenne pour les communications.
Il y a aussi trois fermes paysannes, une école, un club de village, une bibliothèque, et un dispensaire.
En termes de transport, la route régionale 05K-457 commence à Malaïa Kema va jusqu'à Terneï. De Terneï, la 05K-442 continue vers le sud, longue de 137 km, jusqu'à Roudnaïa Pristan, ou la 05N-100 prend le relais vers l'A370. 